# Echinogorgia asper
Echinogorgia asper är en korallart som först beskrevs av Moroff 1902.  Echinogorgia asper ingår i släktet Echinogorgia och familjen Plexauridae. Inga underarter finns listade i Catalogue of Life.